# Дейвид Лий Рот
Дейвид Лий Рот (на английски: David Lee Roth) е американски рокмузикант – вокалист, текстописец и радиоводещ, роден през 1954 година.
Рот е най-известен като оригиналния фронтмен на легендарната хардрок група Ван Хален. В началото и средата на 1980-те години, той е сред най-популярните рок звезди в световен мащаб. Славата му в САЩ е толкова голяма, че когато през 1985 година той се разделя с групата, това се превръща в едно от водещите събития за почитатели и журналисти. Тогава, голяма част от огромната армия фенове на Ван Хален застават на негова страна в раздухваните му спорове с тартора на формацията Еди Ван Хален. В този период, Рот се възползва умело от набраната инерция, създавайки много успешна солова група, привличайки в състава ѝ виртуозите Стив Вай на китарата и Били Шиън на баса. Новата формация започва ударно с първите два дългосвирещи албума „Eat 'Em and Smile“ (1986) и „Skyscraper“ (1988), които се превръщат в хитове на пазара, достигайки статус на платинени албуми с по над 1 000 000 продадени екземпляра само в Съединените щати.
След двадесетгодишната раздяла, през 2006 година, Рот се събира отново с Ван Хален, стартирайки и мащабно световно турне. През 2007 година, той заедно с другите основни членове на състава е въведен в Залата на славата на рокендрола, а през 2012 година, групата издава нов студиен албум озаглавен „A Different Kind of Truth“.

## Биография

### Произход и детство
Дейвид Лий Рот е роден на 10 октомври 1953 година в град Блумингтън, щата Индиана, в семейството на Сибил и Нейтън Рот. Има две сестри – Алисън и Лиза. Баща му е офтамолог и именит очен хирург. Той натрупва голямо състояние от практиката си и от инвестиции в недвижими имоти. В едно телевизионно предаване през 1984 година, Нейтън Рот заявява, че той е нещо като първи мениджър на Ван Хален, помагайки на групата да получи ангажименти за концерти в началния период на състава.
Чичото на Дейвид – Мани Рот изгражда и основава известния клуб „Cafe Wha?“ в Манхатън, Ню Йорк. Тук, в началото на кариерите си, представления са изнасяли поредица от славни музиканти и комедианти като Боб Дилън, Джими Хендрикс, Брус Спрингстийн, Уди Алън. Висейки в този клуб, малкият Дейвид прихваща първоначалния си вкус и желание за шоубизнес.
Когато е в юношеските си години, семейството се мести в Пасадина, Калифорния. Тук Дейвид посещава The Webb Schools в съседния Клеърмонт и гимназията John Muir High School в Пасадина, където се запознава с братята Еди и Алекс Ван Хален.

## Дискография

### С Ван Хален
- 1978 „Van Halen“ - (диамантен албум в САЩ, златен албум във Великобритания)
- 1979 „Van Halen II“ - (5х платинен албум в САЩ)
- 1980 „Women and Children First“ - (3х платинен албум в САЩ)
- 1981 „Fair Warning“ - (2х платинен албум в САЩ)
- 1982 „Diver Down“ - (4х платинен албум в САЩ)
- 1984 „1984“ - (диамантен албум в САЩ, златен албум във Великобритания)
- 2012 „A Different Kind of Truth“

### Солови албуми
- 1985 „Crazy from the Heat“ – формат EP- (платинен албум в САЩ)
- 1986 „Eat 'Em and Smile“ - (2х платинен албум в САЩ, златен албум във Великобритания)
- 1986 „Sonrisa Salvaje“ – испанска версия на албума „Eat 'Em and Smile“
- 1988 „Skyscraper“ - (платинен албум в САЩ, златен албум във Великобритания)
- 1991 „A Little Ain't Enough“ - (златен албум в САЩ, сребърен албум във Великобритания)
- 1994 „Your Filthy Little Mouth“
- 1998 „DLR Band“
- 2003 „Diamond Dave“